# Calliphysalis carpenteri
Calliphysalis carpenteri (Riddell) Whitson (Syn. Physalis carpenteri Riddell) ist eine Pflanzenart aus der Familie der Nachtschattengewächse (Solanaceae). Sie ist die einzige Art der Gattung Calliphysalis. Vor der Beschreibung dieser Gattung im Jahr 2012 wurde die Art zur Gattung der Blasenkirschen (Physalis) gerechnet.

## Beschreibung

### Vegetative Merkmale
Calliphysalis carpenteri ist eine 0,75 bis 1,5 Meter hohe, aufrecht wachsende, ausdauernde, krautige Pflanze. Sie besitzt eine senkrecht im Boden stehende Pfahlwurzel als Überdauerungsorgan. Sie wächst meist mit einem einzigen Trieb, der im unteren Teil im Alter verholzt und oberhalb stark verzweigt, so dass sich die Pflanze unter idealen Bedingungen auf einen Durchmesser von 90 Zentimetern ausbreitet. Junge Pflanzen können mit einer Größe von nur 15 Zentimetern bereits blühen.
Die Behaarung von Sprossachse, Laubblättern und Blütenkelchen ist flaumhaarig und besteht aus kurzen (meist 0,5 bis 1 Millimeter langen), abstehenden, klebrigen und unverzweigten Trichomen mit einzelliger drüsiger Spitze sowie aus vereinzelten, kleineren (weniger als 0,5 Millimeter langen), anliegenden Trichomen mit vielzelligen Spitzen.
Die Laubblätter stehen wechselständig paarig an den Stängeln. Die Blattstiele sind 1,5 bis 5,5 (selten bis 9,5) Zentimeter lang. Die Blattspreiten sind nicht geteilt und eiförmig bis eiförmig-lanzettlich oder elliptisch geformt. Ihre Länge reicht meist von 7 bis 10 (selten bis 14) Zentimeter, die Breite von 3 bis 6 (selten bis 9,5) Zentimeter. Der Blattrand ist besonders bei jungen Pflanzen meist ganzrandig, kann aber auch geschwungen oder unregelmäßig gezahnt sein. Sind die Blätter gezahnt haben sie meist ein bis drei, manchmal aber auch bis fünf Zähne pro Seite. Die Basis kann unterschiedlich geformt sein und kann an der gleichen Pflanze herzförmig, gerundet oder auch abgeschnitten sein. Zumindest an einigen Blättern ist die Basis stark unsymmetrisch, so dass auf einer Seite das Blatt um 5 bis 10 mm weiter den Blattstiel herabläuft.

### Blütenstände und Blüten
Die Blüten stehen in Büscheln aus zwei bis sechs. In vielen Blütenständen verkümmert mindestens eine Blütenknospe, solange sie noch kleiner als 2 Millimeter ist, jedoch sind einblütige Blütenstände eher selten, beispielsweise kann der erste Blütenstand einer Pflanze aus nur einer Blüte bestehen, bald darauf entwickeln sich jedoch die typischen Blütenbüschel. Die Blütenstiele sind 5 bis 10 Millimeter lang, die daran stehenden Blüten sind nickend. Sie sind vollständig ausgebildet, fünfzählig und radiärsymmetrisch. Der Kelch ist glockenförmig, 4 bis 7 Millimeter lang und schwach mit ungleichförmigen Kelchzipfeln besetzt. Die Krone ist breit glockenförmig, misst 1 bis 2,5 Zentimeter im Durchmesser. Sie ist gelb gefärbt, an der Basis befinden sich innen fünf olivgrüne bis senfgelbe Punkte, welche auch nach außen durchscheinen.
Die Staubfäden setzen an der Basis der Krone an. Sie verlängern sich unregelmäßig, bis alle Staubbeutel geöffnet sind, so dass sie ungleich lang erscheinen können. Zunächst wächst nur ein Paar der Staubfäden, bis die Staubbeutel Pollen abgeben, anschließend zwei weitere. Zuletzt wächst der letzte Staubfaden, der sich zwischen den ersten beiden befindet. Die Staubbeutel sind langgestreckt und öffnen sich über längs gerichtete Schlitze. Die Form der Pollenkörner wird als subprolat und tricolpat angegeben, auf der Pollenoberfläche befinden sich spitze Stacheln.
Der Fruchtknoten besteht aus zwei Fächern, in denen sich viele Samenanlagen befinden. Der Griffel ist 8 bis 10 Millimeter lang und besitzt eine kopfige Narbe.

### Früchte und Samen
An der Frucht vergrößert sich der Kelch auf nur etwa 1 Zentimeter Durchmesser und ist nahezu kugelförmig, an der Basis ist er nicht eingedrückt. Er wird zunächst gelb und später braun. Da der Kelch weniger papierartig ist als bei Vertretern der Blasenkirschen (Physalis), fällt er um die reife Frucht herum zusammen. Die Frucht ist eine kugelförmige, senf-gelbe Beere. Sie enthält dunkelbraune, scheiben- bis nierenförmige Samen und unregelmäßig kugelförmige, blass strohfarbene Steinkörper (Idioblasten).

## Vorkommen und Standorte
Das Verbreitungsgebiet von Calliphysalis carpenteri liegt im Südosten der Vereinigten Staaten. Die Art ist in Alabama, Florida, Georgia, Louisiana und Mississippi nachgewiesen, am häufigsten kommt sie in Florida vor. In der Abhandlung der Gattung Physalis für die Flora der südöstlichen Vereinigten Staaten von Per Axel Rydberg aus dem Jahr 1933 wird auch Arkansas als Verbreitungsgebiet genannt, jedoch ohne einen Herbarbeleg dazu zu nennen.
Die Pflanzen wachsen meist auf feuchten bis trockenen, gestörten Böden in loser Erde, wie es oftmals nahe der Wohnhöhlen der Georgia-Gopherschildkröte (Gopherus polyphemus) zu finden ist. Es wird vermutet, dass die Art als Futter der Schildkröte dient und diese damit zur Ausbreitung der Samen beiträgt. Ein Nachweis dieser Beziehung ist jedoch noch nicht erfolgt.

## Systematik
Calliphysalis carpenteri wurde lange Zeit als einzige Art in der Sektion Carpenterianae der Untergattung Rydbergis der Gattung der Blasenkirschen (Physalis) geführt, obwohl sie bereits früh als untypische Art der Gattung angesehen wurde. Erst Margaret Menzel erkannte 1951, dass die Art wahrscheinlich nahe anderer untypischer Arten aus dem damals anerkannten Umfang der Gattung handeln konnte, die gegebenenfalls nicht zu den Physalis zu zählen sind.
Molekularbiologische Untersuchungen haben bestätigt, dass diese „untypischen Physalis“ nicht nahe verwandt mit den restlichen Vertretern der Gattung sind. Neben Calliphysalis carpenteri wurden inzwischen auch andere Arten unter anderem auf Grundlage dieser Untersuchungen aus der Gattung Physalis entfernt und werden jetzt in den Gattungen Tzeltalia, Leucophysalis, Quincula und Chamaesaracha geführt. Calliphysalis ist aber auf jeden Fall ein Mitglied der Untertribus Physalineae, jedoch dort nicht unbedingt in näherer Verwandtschaft zur Gattung Physalis.
Morphologisch unterscheidet sich Calliphysalis von den Blasenkirschen (Physalis) vor allem durch folgende Merkmale: Ausbildung einer senkrechten Pfahlwurzel anstatt eines waagerechten Rhizoms, büschelförmige Blütenstände statt meist einzeln stehender Blüten, Vorkommen von Idioblasten in den Früchten und einem runden statt gewinkelten Kelch um die Frucht, der insgesamt auch kleiner ist als bei Physalis-Arten.

## Botanische Geschichte
Die Erstbeschreibung von Physalis carpenteri (dem ursprünglichen Namen der Art) wurde von John Leonard Riddell zunächst 1851 in seinem Manuskript zu einer Flora of Louisiana an das Smithsonian übermittelt, welches diese Flora nach Hoffnung Riddells veröffentlichen sollte. Im darauf folgenden Jahr wurde eine von Riddells verfasste Checklist der Pflanzen Louisianas im „New Orleans Medical and Surgical Journal“ veröffentlicht. Diese enthält die Namen verschiedener Pflanzenarten, die in Riddells Flora veröffentlicht werden sollten, unter anderem auch Physalis carpenteri. Wahrscheinlich weil das Smithsonian nicht auf die Einreichung seines Manuskripts reagierte, veröffentlichte Riddell im gleichen Journal 1853 alle Erstbeschreibungen, die eigentlich für die (auch später nie veröffentlichte) Flora vorgesehen waren. Aufgrund des für diese Thematik ungewöhnlichen Journals blieb diese Veröffentlichung lange Zeit von Botanikern unbeachtet.
Das von Riddell gewählte Epitheton carpenteri ehrt seinen Kollegen William Marbury Carpenter, welcher 1848 im Alter von nur 37 Jahren starb. Carpenter soll bei seinem Tod mehrere unvollendete Arbeiten hinterlassen haben, diese sind jedoch nicht mehr aufzufinden. Ein Herbarbeleg einer von Carpenter gesammelten Pflanze, die der Art Calliphysalis carpenteri zuzuordnen ist und welches sich aktuell im Herbarium des New York Botanical Garten befindet, ist von Carpenter als Physalis fasciculata gekennzeichnet. Es wird vermutet, dass es sich dabei um einen Arbeitstitel Carpenters handelte und Riddell diesen später zur Ehrung Carpenters änderte.
Der Verbleib des Typusbeleges der Art ist ungeklärt, unter anderem weil die Herbarbelege aus der Sammlung von Carpenter und Riddell oftmals weiterverkauft wurden. Bei der Beschreibung der Gattung Calliphysalis und der Veröffentlichung des neuen Namens der Art Calliphysalis caprenteri im Jahr 2012 durch Mary Kathryn Whitson wurde daher dieser als Physalis fasciculata bestimmte Herbarbeleg als Lektotypus bestimmt. Dies war möglich, da alle Typuszuweisungen der Vergangenheit ungültig waren. Der Bestandteil Calli des von Whitson gewählten Namen der neuen Gattung leitet sich vom griechischen Wortstamm für „schön“ ab, so dass der Name so viel wie „schöne Physalis“ bedeutet.

## Nachweise

### Hauptquelle
- Maggie Whitson: Calliphysalis (Solanaceae): A New Genus from the Southeastern USA. In: Rhodora, Band 114, Nummer 958, April 2012. S. 133–147. doi:10.3119/11-10